# Mayaguez-Zwischenfall
Der Mayaguez-Zwischenfall vom 12. bis zum 15. Mai 1975 war die letzte bewaffnete Auseinandersetzung zwischen Truppen der Vereinigten Staaten und den Roten Khmer. Am 12. Mai wurde das US-Containerschiff Mayaguez von kambodschanischen Truppen gekapert, dabei wurden 39 Besatzungsmitglieder gefangen genommen. Bei der anschließenden zweitägigen Befreiungsaktion des US-Militärs auf der Insel Koh Tang ⊙, an der über 600 Mann des United States Marine Corps, mehrere Hubschrauber sowie Kriegsschiffe beteiligt waren, kamen 15 amerikanische Soldaten ums Leben, 3 weitere wurden als vermisst gemeldet. Die Besatzung der Mayaguez war bereits vor dem Einsatzbeginn von den Roten Khmer freigelassen worden und konnte auf ihr Schiff zurückkehren. Die Kampfhandlungen und Verluste gelten in den Vereinigten Staaten als die letzten des Vietnamkriegs.

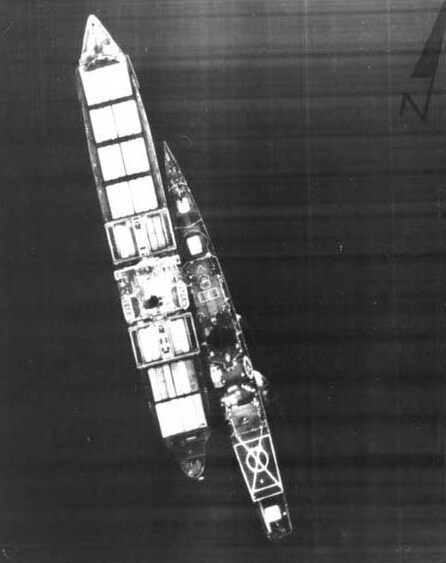
Das Containerschiff Mayaguez, rechts daneben die US-Fregatte Harold E. Holt während der Rückeroberung

## DieMayaguez
Die Mayaguez wurde als C2-Schiff während des Zweiten Weltkriegs gebaut. Sie lief im April 1944 als White Falcon bei der North Carolina Shipbuilding Company in Wilmington, North Carolina vom Stapel. Nach dem Krieg umbenannt in Santa Eliana wurde das Schiff 1960 bei Maryland Shipbuilding and Drydock verlängert, verbreitert und zum reinen Containerschiff des MARAD Design C3-S-45a umgebaut. Die Kapazität betrug 382 Container unter und 94 Container auf Deck. 1964 wurde sie in Sea und 1965 nach der gleichnamigen puerto-ricanischen Stadt in Mayaguez umbenannt. Ab 1965 nahm sie für die Sea-Land Corporation den regelmäßigen Linienverkehr zwischen Hongkong, Thailand und Singapur auf, um für amerikanische Truppen in Südostasien Nachschub zu transportieren.
Am 7. Mai 1975 verließ die Mayaguez Hongkong auf ihrer regulären Route in Richtung Thailand.

## Kaperung

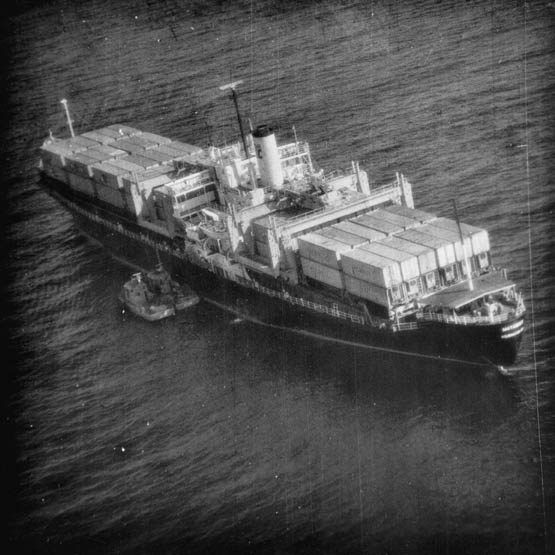
Zwei kambodschanische Patrouillenboote neben der Mayaguez

Am 12. Mai befand sich das Schiff auf einer viel befahrenen Schifffahrtsroute in internationalen, aber von Kambodscha beanspruchten Gewässern im Golf von Thailand. Etwa 60 Seemeilen vor der Küstenlinie Kambodschas, jedoch lediglich acht Seemeilen von der von Kambodscha beanspruchten Insel Kao-Wai entfernt, näherten sich gegen zwei Uhr nachmittags mehrere kambodschanische Patrouillenboote der Mayaguez und begannen, Warnschüsse über den Bug des Frachters hinwegzufeuern. Der Kapitän der Mayaguez setzte einen Notruf ab, bevor Soldaten der Roten Khmer an Bord gingen und ihn zwangen, mit dem Schiff den Hafen von Kompong Som anzulaufen. Zwischenzeitlich wurde auch die US-Regierung über die Kaperung des Frachters informiert. Präsident Ford traf sich umgehend mit seinem Stab im Krisenzentrum des Weißen Hauses.
Am 13. Mai wurde die Mayaguez an die Küste der Insel Koh Tang verlegt und die 39-köpfige Besatzung des Frachters noch am selben Abend mit einem Fischerboot auf die Insel gebracht. Ein Versuch der Kambodschaner, das Containerschiff erneut zu verlegen, wurde jedoch durch Warnschüsse von über der Insel kreisenden A-7-Corsair-Kampfflugzeugen verhindert.

## Befreiungsvorbereitungen
Präsident Ford, der die Kaperung als einen Akt der Piraterie bezeichnete, sah das Ansehen der USA bereits durch den Fall Saigons am 1. Mai 1975 sowie den erzwungenen Rückzug aus Südvietnam beschädigt. Um zu verhindern, dass sich die Geschehnisse des Pueblo-Zwischenfalls 1968 wiederholten, ordnete er eine gewaltsame Befreiung der Gefangenen an. Zu diesem Zweck wurden am 14. Mai US-Marines von Okinawa und Subic Bay zum US-Luftwaffenstützpunkt Utapao in Thailand verlegt sowie der Flugzeugträger Coral Sea mit seiner Trägerkampfgruppe in den Golf von Thailand beordert. Die erforderliche Erlaubnis des Kongresses für eine Militäroperation wurde nicht eingeholt, 18 Abgeordnete wurden telefonisch von der bevorstehenden Aktion informiert.
Die Amerikaner übermittelten der kambodschanischen Regierung über die amerikanische Botschaft in Peking eine 24-Stunden-Frist zur Freilassung der Besatzung. Da schon mehrfach Kontaktaufnahmen auf diesem Wege gescheitert waren, ging die US-Regierung davon aus, dass sich die Roten Khmer in keiner Weise von dem Ultimatum beeindrucken lassen würden. Der Einfluss der Chinesen auf die Regierung in Phnom Penh wurde als nicht besonders hoch eingeschätzt. 1976 berichtete das Government Accountability Office allerdings, dass 14 Stunden vor dem Einsatz der Marines ein chinesischer Diplomat geantwortet habe, dass man verhandele und eine baldige Freilassung erwarte, was die US-Regierung ignorierte. Angesprochen auf die Kritik in dem Bericht, rechtfertigte Ford im Präsidentschaftswahlkampf 1976 den Entschluss damit, dass ein schnelles Eingreifen erforderlich gewesen sei.
In der Nacht vom 13. auf den 14. Mai überwachte ein Flugzeug vom Typ Lockheed AC-130 Spectre die Insel Koh Tang mit Restlichtverstärkerkameras und Infrarotsichtgeräten, da am Abend zuvor eine 24-Stunden-Überwachung angeordnet worden war. Als das Flugzeug gegen halb vier morgens von einem Boot aus mit schweren Maschinengewehren unter Feuer genommen wurde, erwiderte es das Feuer mit seinen 40-mm-Geschützen und versenkte das Boot.
Am Morgen des 14. Mai verließen vier kambodschanische Patrouillenboote Koh Tang in Richtung Festland. Drei von ihnen wurden durch Feuer der kreisenden US-Gunships zur Umkehr gezwungen, das vierte durch Maschinenkanonen- und Raketenfeuer von A-7 Corsair in Brand geschossen, nachdem es sich geweigert hatte, umzukehren. Ein weiteres Boot verließ gegen 7:15 Uhr die Insel. An Bord befanden sich die Besatzungsmitglieder des gekaperten Containerschiffs, wie von einem F-4-Piloten bei mehreren niedrigen Überflügen festgestellt wurde. Die Besatzung des Fischerbootes ließ sich auch durch mehrere Warnschüsse nicht vom Kurs abbringen. Um die Gefangenen nicht zu gefährden, griffen die Piloten das Boot jedoch nicht direkt an. Da die Anwesenheit der Besatzung an Bord des Boots aber nicht endgültig bestätigt werden konnte, setzte man die Planungen für einen Befreiungseinsatz auf Koh Tang fort.
Bei Aufklärungsflügen wurde festgestellt, dass es auf der Insel aufgrund der dichten tropischen Vegetation nur zwei mögliche Landezonen gab – zwei schmale Strände an der West- und Ostküste des nördlichen Teils der Insel.
Die Planungen sahen vor, dass 57 Marines des 1. Bataillons des 4. US-Marineinfanterieregiments an Bord der Harold E. Holt gebracht werden sollten, um von dort aus die Mayaguez zu entern. Die Hauptangriffstruppe, bestehend aus 600 Marines der Golf- und Echo-Kompanien des 2. Bataillons des 9. US-Marineinfanterieregiments, sollte mit acht schweren Hubschraubern vom Typ CH-53 und HH-53 an Land gebracht werden, um die Insel zu sichern und zu halten, bis die Besatzung der Mayaguez befreit war. Der Lenkwaffenzerstörer Henry B. Wilson sollte von See her Artillerieunterstützung liefern, die Fregatte Schofield wurde als Blockade zwischen der Insel und dem Festland eingesetzt, um eventuelle Verstärkungen abzufangen.

## Befreiungsaktion

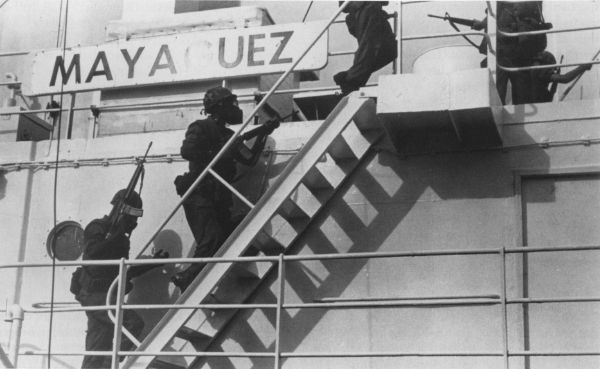
Marines entern die Mayaguez

### Befreiung der Mayaguez
Am 15. Mai 1975 gegen drei Uhr morgens wurde mit der Verlegung der Marines auf die Harold E. Holt begonnen, diese sollten durch zivile Seeleute eines MSC-Schiffes bei der Bergung des Frachters unterstützt werden. Da das Hubschrauberdeck der Holt zu klein für die schweren CH-53-Hubschrauber war, stiegen die Soldaten über Strickleitern aus oder sprangen aus der Heckklappe, als die Hubschrauber kurzzeitig mit den hinteren Rädern des Fahrwerks auf dem Deck der Fregatte aufsetzten.
Bevor die Fregatte längsseits des unweit der Insel vor Anker liegenden Containerschiffs ging, wurde dieses von A-7 Corsair, die von Thailand aus gestartet waren, mit Tränengasbomben eingedeckt, um eventuell vorhandene Feindkräfte auszuschalten. Um 7:20 Uhr gingen mit Gasmasken ausgerüstete Soldaten und Freiwillige an Bord der Mayaguez. Nach etwa einstündiger Durchsuchung wurde festgestellt, dass die Kambodschaner das Schiff bereits geräumt hatten. Um 8:20 Uhr wurde die US-Flagge an Bord des Containerschiffs gehisst.
Etwa fünf Minuten nach dem Beginn der Enterung waren die Seeleute zum Maschinenraum vorgedrungen, wo sie innerhalb kürzester Zeit den Notstromgenerator starten konnten und versuchten, die Maschinen des Frachters wieder in Gang zu setzen. Nachdem das Schiff durchsucht worden war, wurde die Ankerkette mittels Schneidbrenner durchtrennt und die Mayaguez von der Fregatte Harold E. Holt in Richtung Singapur geschleppt.

### Angriff auf Koh Tang

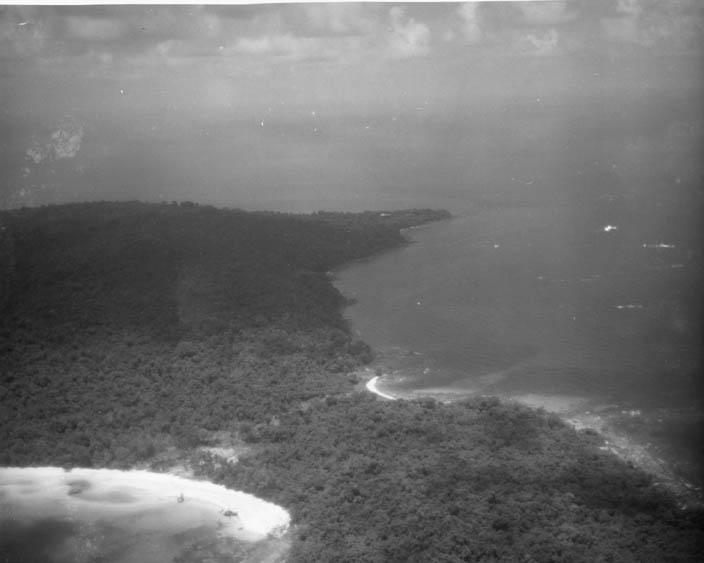
Luftaufnahme der Insel Koh Tang; zu erkennen die beiden Strände, die als Landezonen dienten

Zeitgleich mit der Enterung des Containerschiffs wurden die ersten Marines mit acht CH-53- und HH-53-Hubschraubern nach Koh Tang geflogen. Da man die Besatzung der Mayaguez weiterhin auf der Insel vermutete, aber auch, um die Roten Khmer nicht zu warnen, wurde auf vorbereitende Luftangriffe auf die Landezonen verzichtet.
Die Hubschrauber teilten sich in zwei Gruppen auf und flogen die beiden Landezonen an der engsten Stelle der Insel getrennt an. Zwei Helikopter, Rufzeichen „Knife 21“ und „Knife 22“, die den westlichen Strand anflogen, gerieten beim Entladen der Truppen unter starkes Abwehrfeuer von Mörsern und automatischen Waffen. „Knife 21“ wurde schwer am Triebwerk getroffen, obwohl die Besatzung des zweiten Hubschraubers Feuerschutz mit den M134-Miniguns gab. Kurz nach dem Start von der Insel stürzte der schwer beschädigte CH-53 ins Meer.

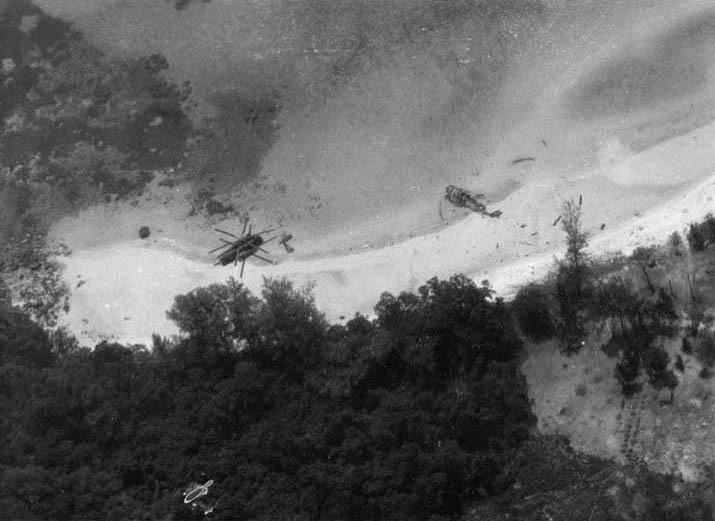
Die Wracks zweier US-Hubschrauber am Strand von Koh Tang

Am östlichen Strand gerieten die Hubschrauber bei der Landung ebenfalls unter schweres Feuer, ein Hubschrauber wurde noch in der Luft von einer RPG getroffen und stürzte in die Brandungszone, zwei weitere Hubschrauber wurden am Boden zerstört. Etwa eine Stunde nach dem Beginn des Gefechts waren damit vier Hubschrauber zerstört, 13 amerikanische Soldaten getötet und insgesamt nur 54 Soldaten an Land gebracht worden, die zudem noch in zwei Gruppen geteilt waren. Nur durch massive Luftunterstützung durch A-7 Corsair, die über der Insel kreisten, konnten die Marines ihre versprengten Positionen am Strand und zwischen den ersten Baumreihen gegen den Ansturm der Roten Khmer halten. Zum Teil lagen die Positionen der Amerikaner nur 20 Meter von denen der Kambodschaner entfernt.
Versuche, die am östlichen Strand festsitzenden 25 Marines durch Hubschrauber zu evakuieren, scheiterten am massiven Beschuss. Die Besatzung eines CH-53, die einen Versuch wagte, konnte ihren Hubschrauber nur mit Mühe und schwer beschädigt nach Thailand zurück retten. Die Verstärkung der Marines in der westlichen der beiden Landezonen gelang nach mehreren Anläufen. Insgesamt waren damit 114 US-Soldaten auf Koh Tang gelandet. Weitere Verstärkung konnte erst eingeflogen werden, nachdem die kambodschanischen Stellungen durch eine Lockheed AC-130 mit schweren Waffen beschossen worden waren. Die einfliegenden Hubschrauber gerieten aber nach dem Abzug der Gunship wiederum unter starkes Feuer, Mörsergranaten beschädigten einen weiteren Hubschrauber schwer.
Gleichzeitig mit dem Angriff auf Koh Tang begannen Jagdbomber der Luftgruppe der Coral Sea mit Luftangriffen auf das kambodschanische Festland, besonders auf Hafen- und Militäranlagen in Kompong Som.

### Freilassung der Besatzung
Gegen zehn Uhr morgens näherte sich ein kleines Fischerboot dem Zerstörer Henry B. Wilson, der vor der Insel kreuzte. An Bord des Fischerboots befand sich die gesamte Besatzung des Containerschiffs, zusammen mit der eines Fischerboots, das bereits einige Wochen zuvor von den Roten Khmer aufgebracht worden war. Gleichzeitig mit der Freilassung begannen amerikanische A-6 Intruder und A-7 Corsair mit Luftangriffen auf ein Flugfeld und ein Öldepot nahe Kompong Som.
Wie sich herausstellte, war die Besatzung des Frachters bereits gegen halb sieben am Vorabend von den Kambodschanern freigelassen worden und hatte sich dann mit dem Fischerboot auf den Weg nach Koh Tang gemacht, wo sie schließlich von der Henry B. Wilson aufgefunden wurde.
Die Besatzung der Mayaguez wurde mit Hubschraubern auf ihr Schiff gebracht, wo sie wieder die Kontrolle übernahm und auf eigenen Wunsch die Fahrt nach Singapur fortsetzte.

### Rückzug der Marines

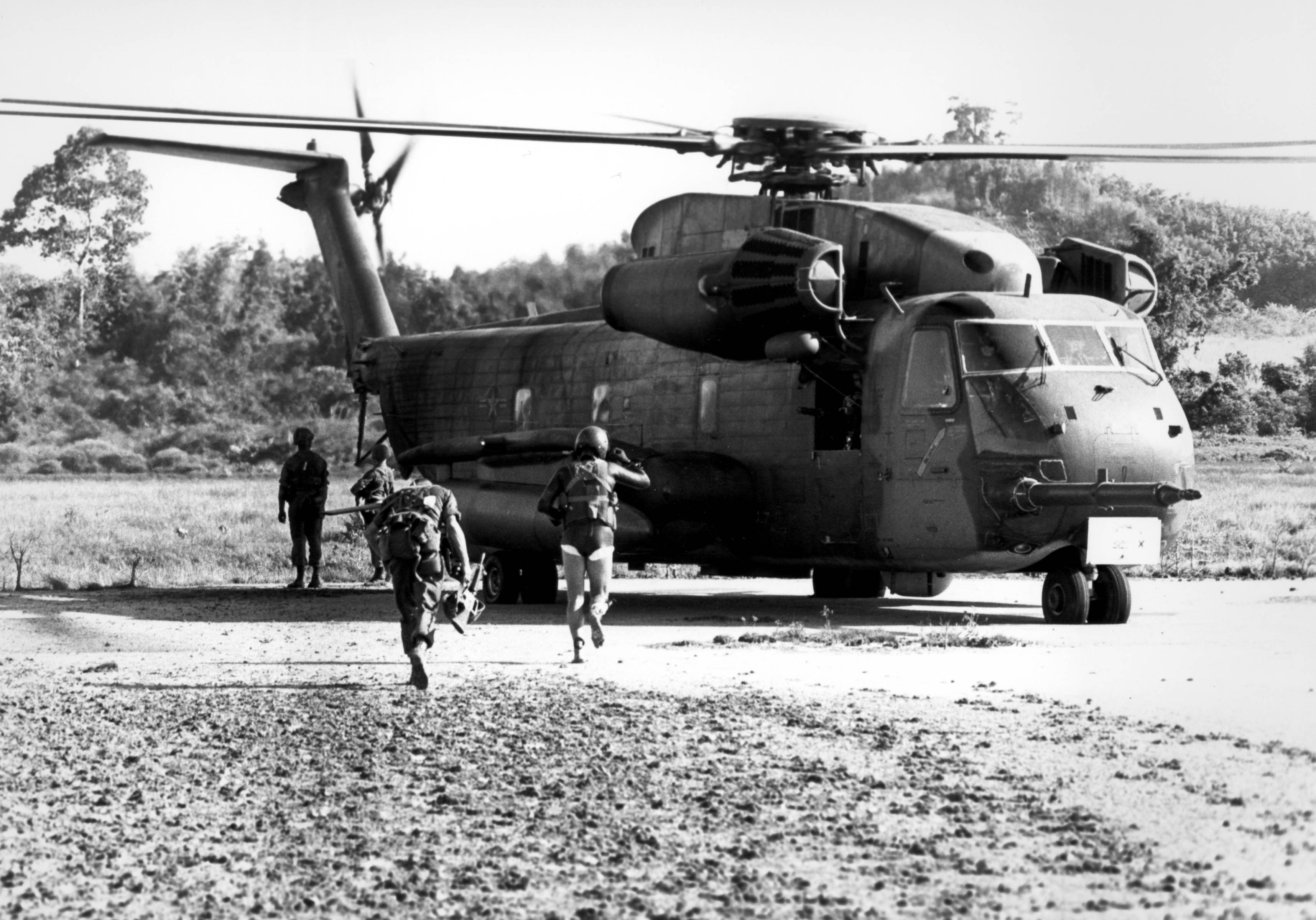
Marines und Pararescuemen besteigen einen HH-53

Da die Besatzung des Frachters sich wieder in Freiheit befand, entschieden die amerikanischen Kommandeure, den Angriff auf Koh Tang abzubrechen und die Marines von der Insel zurückzuziehen. Die Hubschrauber, die auf dem Luftwaffenstützpunkt Utapao die zweite Angriffswelle an Bord genommen hatten und sich auf dem Weg nach Koh Tang befanden, wurden teilweise zurückbeordert, um die Marines zu entladen und die Soldaten dann von der Insel zu evakuieren. Um die Situation auf der Insel zunächst einmal zu stabilisieren, wurden 100 weitere Soldaten eingeflogen. Kurz nach dem Mittag des 15. Mai befanden sich nun etwa 200 amerikanische Soldaten auf Koh Tang, die unter schwerem Feuer kambodschanischer Einheiten lagen. Versuche, vom westlichen Landekopf zu den 25 eingeschlossenen Marines am Oststrand vorzudringen, wurden aufgegeben.
Im Laufe des Nachmittags standen nach der Reparatur an einem der beschädigten Hubschrauber nun vier CH-53 und HH-53 zur Evakuierung der eingeschlossenen US-Soldaten zur Verfügung. Nachdem mehrere F-4 Phantom die Stellungen der kambodschanischen Truppen mit Raketen und Bomben angegriffen hatten, begann man im Laufe des späten Nachmittags damit, die Marines auszufliegen. Teilweise unter schwerem Feuer zogen sich die Amerikaner zu den Hubschraubern zurück, die versuchten, mit ihren Miniguns Feuerschutz zu liefern. Ein Hubschrauber wurde so schwer beschädigt, dass er die Evakuierung abbrechen musste und nach Thailand zurückkehrte. Ein HH-53 startete mit 54 Marines an Bord, der doppelten zugelassenen Personenzahl. Der letzte Hubschrauber verließ Koh Tang in der Dunkelheit gegen acht Uhr abends. Nachdem sich die Marines zurückgezogen hatten, warf eine C-130 Hercules eine BLU-82-Bombe über der Insel ab.

## Verluste
Über die Verluste auf Seiten der Kambodschaner gibt es nur wenige Aussagen. Bestätigt sind lediglich 39 Tote während eines Angriffs zur Luftnahunterstützung der Bodentruppen im Rahmen der Vorbereitung des amerikanischen Rückzugs durch eine A-7 Corsair. Die meisten weiteren Verlustzahlen basieren auf Schätzungen, da auch die genaue Anzahl der in den Kampf verwickelten kambodschanischen Einheiten unbekannt war.
Insgesamt wurden während des Kampfeinsatzes 15 US-Soldaten getötet, davon 13 Marines und zwei Besatzungsmitglieder eines Air-Force-Hubschraubers. 50 weitere Soldaten wurden verwundet, 44 davon waren Marines. An Material wurden drei CH-53 der Marine und vier HH-53 der Air Force abgeschossen oder schwer beschädigt.
Drei Marines eines Maschinengewehr-Teams, das die rechte Flanke der Landezone sichern sollte, wurden versehentlich auf der Insel zurückgelassen. In der Unordnung des Rückzugs wurde vergessen, ihnen das Signal zum Abrücken zu erteilen. Einer der Soldaten wurde einige Tage nach dem Gefecht auf der Insel während einer versuchten Beschaffung von Lebensmitteln getötet, die beiden anderen wurden von Soldaten der Roten Khmer gefangen genommen und hingerichtet. Im Jahr 2000 wurden die ursprünglich auf der Insel begrabenen Leichen der Soldaten in die Vereinigten Staaten überführt.

## Auswirkungen

### Politische Reaktionen

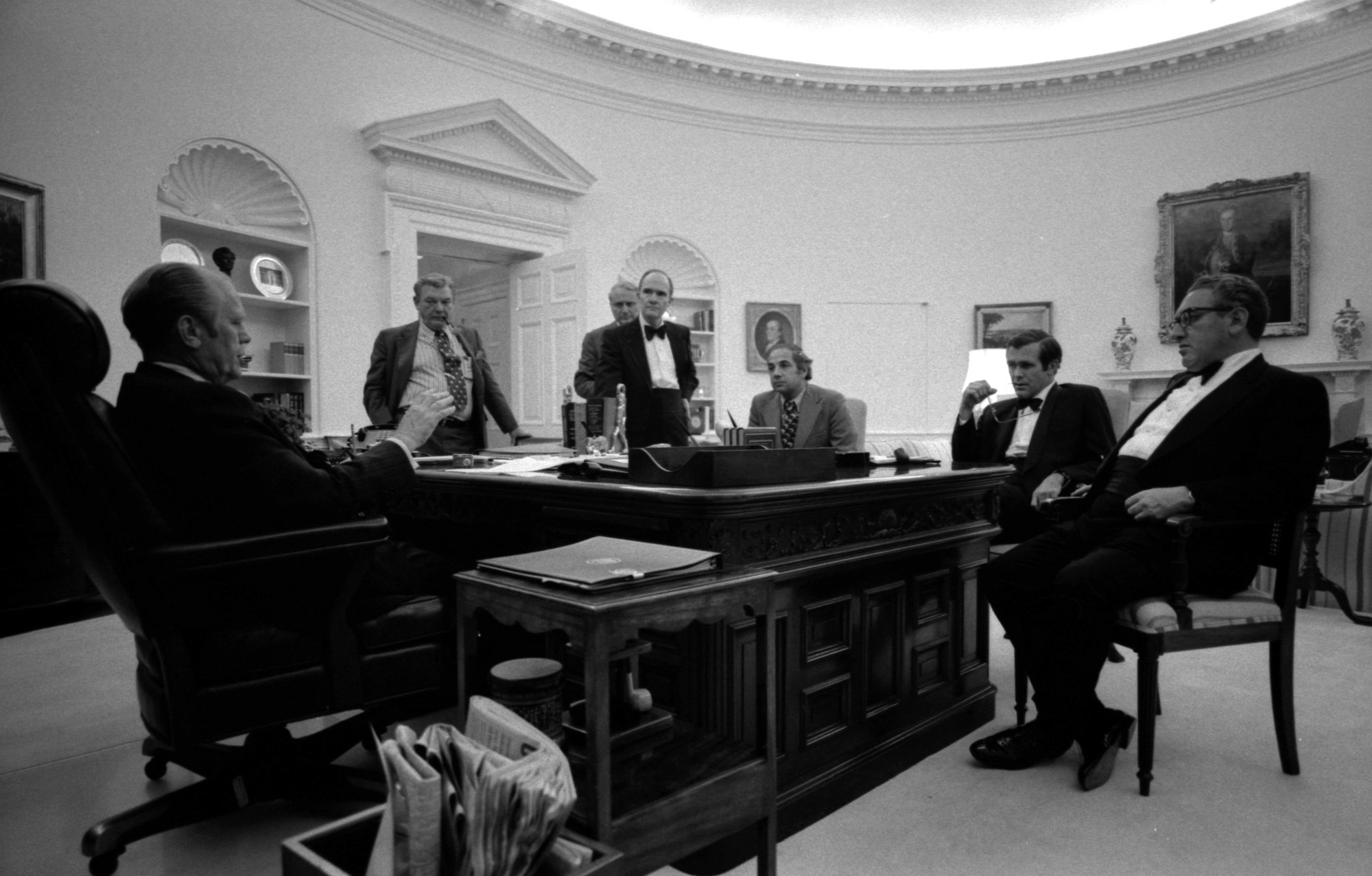
Treffen von Präsident Ford mit seinem Stab während der Krise

Die Befreiungsaktion führte zu schweren Spannungen zwischen den Vereinigten Staaten und Thailand, da die amerikanischen Truppen den thailändischen Stützpunkt Utapao entgegen den Anweisungen der thailändischen Regierung als Ausgangsbasis des Angriffs nutzten. Zeitungen und linke Politiker in Thailand forderten teilweise den sofortigen Abzug aller US-Einheiten und die Schließung aller US-Militäreinrichtungen im Land. Vor dem Palast des Ministerpräsidenten und vor der US-Botschaft in Bangkok kam es zu Demonstrationen gegen die US-Präsenz im Land. Die thailändische Regierung zog ihren Botschafter aus Washington ab. Beobachter sahen in dieser teilweise überzogenen Reaktion gegenüber dem eigentlichen Verbündeten Angst vor einem kambodschanischen Vergeltungsschlag.
Die kommunistischen Regierungen in Peking und Hanoi verurteilten die Befreiungsaktion als einen „Akt der Piraterie“, Peking forderte zudem eine Verurteilung der Vereinigten Staaten durch den UN-Sicherheitsrat. Die japanische Zeitung Yomiuri Shimbun kritisierte den Einsatz als überzogen:

“Why did [the U.S.] have to use a cannon to shoot a chicken?”

„Warum müssen die [Vereinigten Staaten] mit einer Kanone auf ein Hühnchen schießen?“

Die Reaktionen in Westdeutschland und dem Vereinigten Königreich waren eher positiv, die London Times nannte die Operation „both right and effectively executed“ (deutsch: „sowohl richtig als auch effektiv ausgeführt“).
Auch die Reaktion im amerikanischen Kongress war zumeist positiv, Vertreter beider Seiten lobten den Präsidenten für sein schnelles und besonnenes Handeln im Verlauf der Krise. In der New York Times wurde die Operation als erfolgreich und die Situation als für die Regierung willkommene Gelegenheit bewertet, den Anspruch der Führungsrolle nach der Vietnamniederlage wieder zu bekräftigen. Zwar gab es einige Stimmen, besonders bei Vertretern der Demokraten, die die gewaltsame Befreiung der Besatzung kritisierten, diese waren jedoch in der Minderheit.

### Militärische Reaktionen
Aufgrund der während des Kampfes gewonnenen Erfahrungen und der Erfahrungen während der Luftoperationen des Vietnamkriegs initiierte die US Air Force realistischere, kampforientierte Übungen und Trainingsmöglichkeiten. Das Red-Flag-Manöver wurde ins Leben gerufen, bei dem Piloten und Besatzungen gefährliche Einsätze in sicherer Umgebung üben können.
Auch die Planung von Einsätzen wurde überdacht. Exakter und umfangreicher nachrichtendienstlicher und militärischer Aufklärung wurde mehr Wert beigemessen. Bei der Planung für den Angriff war man von einer Feindstärke von eineinhalb bis drei Dutzend leicht bewaffneter Milizen ausgegangen, tatsächlich befand sich etwa ein Bataillon gut ausgebildeter Marineinfanteristen der Kambodschaner auf der Insel. Auch wurde deutlich, dass für einen Notfall ausreichende Reserven zur Verfügung stehen mussten. Die massiven Beschädigungen und die damit verbundene nicht mehr vorhandene Einsatzfähigkeit der Transporthubschrauber hatte die gesamte Mission in höchstem Maß gefährdet.
Die Erfahrungen aus dem Zwischenfall und der darauf folgenden überstürzt geplanten Befreiungsaktion führten – zusammen mit der fünf Jahre später gescheiterten Operation Eagle Claw, der versuchten Befreiung der amerikanischen Geiseln aus iranischer Geiselhaft – zur Gründung des United States Special Operations Command. Diese sollte diese Art von Operationen in Zukunft zentral planen. Zur gleichen Zeit wurde das 160th Special Operations Aviation Regiment gegründet, dessen Piloten für diese Art von Einsätzen trainiert sind und dessen Ausrüstung für Spezialmissionen ausgelegt ist.

## Weiterführende Informationen